# Hérouville-Saint-Clair
Hérouville-Saint-Clair là một xã trong tỉnh Calvados, thuộc vùng Normandie của nước Pháp, có dân số là 24.374 người (thời điểm 1999). Hérouville-Saint-Clair nằm ở tây bờ tây của sông Orne ngay cạnh thành phố Caen.

## Nhân khẩu học
| 1962  | 1968  | 1975   | 1982   | 1990   | 1999   |
| ----- | ----- | ------ | ------ | ------ | ------ |
| 1.784 | 9.041 | 23 712 | 24 298 | 24 795 | 24 025 |

## Các thành phố kết nghĩa
- Tichwin (Тихвин), Nga
- Garbsen, Đức